# Puebla de Zaragoza
La ciutat mexicana de Puebla, el nom oficial de la qual és Heroica Puebla de Zaragoza, també coneguda amb el seu nom de fundació Puebla de los Ángeles o Angelópolis, és la capital i la ciutat més gran de l'estat homònim, i la quarta més gran de Mèxic, amb 1.485.941 milions d'habitants (2005). L'àrea metropolitana de la ciutat inclou altres 10 municipis de l'estat de Puebla i 13 de l'estat de Tlaxcala, amb una població total de 2,6 milions habitants el 2010, una de les aglomeracions més grans de Nord-amèrica
Situada dins la V Regió de l'Estat, Puebla és un important centre industrial, cultural, artístic i educatiu de la nació, principalment de la regió centre i sud-est. És una de les ciutats colonials més antigues del continent la qual cosa la fa una ciutat de contrastos: a la ciutat hi ha indústries d'alta tecnologia i tallers d'artesania; edificis colonials de 400 anys d'antiguitat i gratacels moderns.

## Breu història

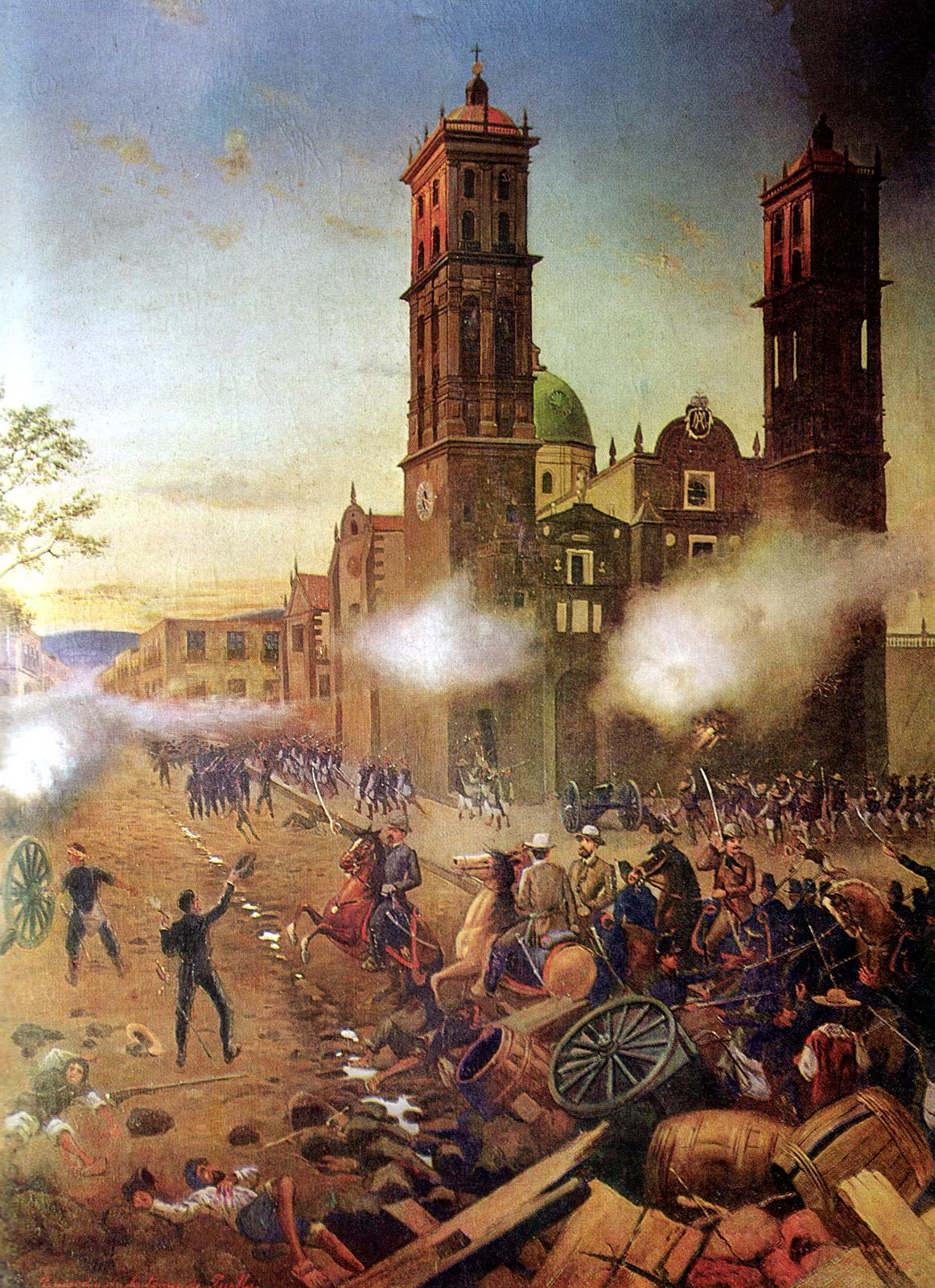
Batalla de Puebla

La ciutat de Puebla va ser fundada amb el nom de la "Ciutat dels Àngels" o "Angelópolis" (i d'aquest nom es deriva "Puebla de los Ángeles") el 16 d'abril de 1531 a la vall de Cuetlaxcoapan (avui dia la vall de Puebla), segons el disseny de fra Toribio de Benavente, i va ser la primera ciutat que no es construiria sobre un assentament indígena. Es va fundar com a ciutat d'immigrants i colonitzadors espanyols que llauressin directament la terra, en contraposició al sistema de les encomiendes que donava terres i mà d'obra indígena exclusivament als conqueridors. La ciutat va prosperar ràpidament amb la construcció de molins i batans, i es va convertir en el centre agrícola, industrial i comercial més important de la Nova Espanya i la segona més poblada del virregnat. És en aquesta època que hi va viure Sor Juana Inés de la Cruz, monja poetessa reconeguda com la primera feminista d'Amèrica. Com a centre cultural i educatiu, a Puebla es va fundar la biblioteca més antiga del continent, la Biblioteca Palafoxiana, que en l'actualitat encara conserva manuscrits medievals.

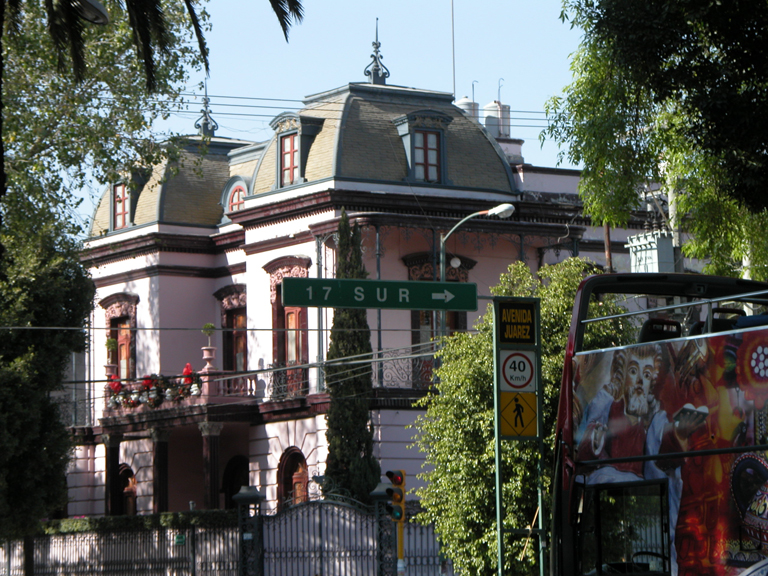
Casa de l'Avinguda Juárez

Després de la independència, durant la dècada de 1840 s'hi van establir les primeres fàbriques tèxtils, i a partir de llavors, la ciutat va començar un important procés d'industrialització i desenvolupament. Dues dècades més tard, el general Zaragoza va vèncer l'exèrcit invasor francès en la batalla de Puebla del 5 de maig de 1862, tot i que els mesos de setembre i octubre de 1862 van desembarcar nombroses tropes franceses, prenent la ciutat de Puebla en 17 de maig de 1863 i finalment la ciutat de Mèxic en 10 de juny de 1863, iniciant el període conegut com el Segon Imperi Mexicà amb la coronació el 10 d'abril de 1864 de Maximilià I de Mèxic. En honor del general, el nom de la ciutat va ser posteriorment canviat al seu nom actual: Heroica Puebla de Zaragoza.
A la fi del segle xix i principi del xx, s'hi van establir un nombre considerable d'immigrants europeus, principalment d'Alemanya, Itàlia i Espanya. Avui dia, la Colonia Humboldt, un barri de la ciutat, mostra la influència dels alemanys en l'arquitectura urbana. D'igual manera, al poble de Chipilo, dintre de l'àrea metropolitana de la ciutat, encara es parla el dialecte italià del Vèneto que van parlar els immigrants.

## Geografia

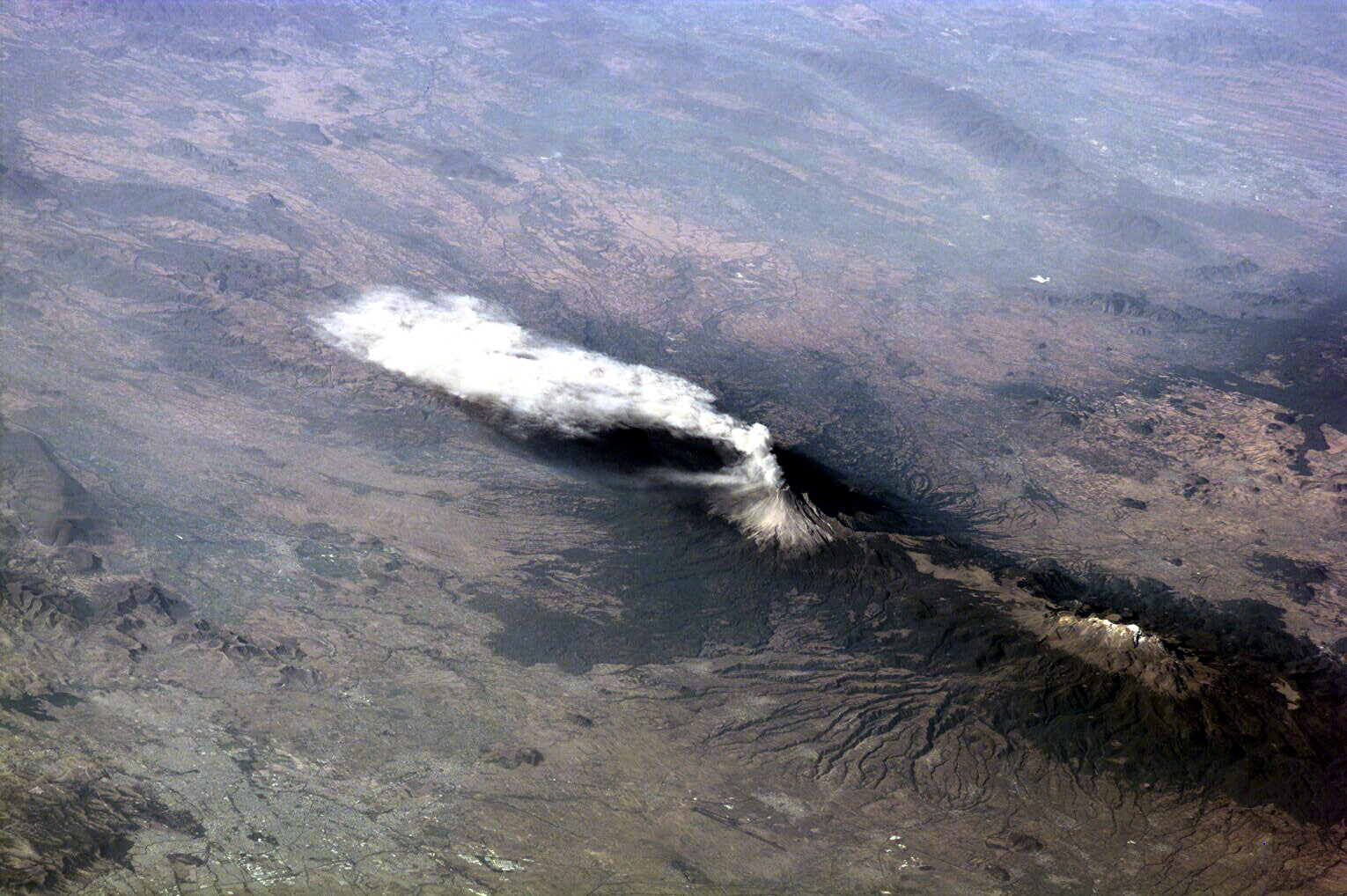
Imatge de satèl·lit dels volcans Popocatépetl i Iztaccíhuatl i la ciutat de Puebla al cantó inferior esquerre.

La ciutat de Puebla és situada a la vall homònima també coneguda com la vall de Cuetlaxcoapan, envoltada per muntanyes i volcans de la Sierra Nevada, entre els quals destaquen el Popocatépetl, l'Iztaccíhuatl, la Malinche i el Pic d'Orizaba, el més alt de Mèxic. Hidrològicament, la ciutat pertany a la conca del riu Atoyac, que recorre l'oest, nord i sud del municipi i es canalitza amb el Llac de Valsequillo, on es troba la presa Manuel Ávila Camacho. Altres rius importants de l'àrea són l'Alseseca i el Riu San Francisco.

## Arquitectura

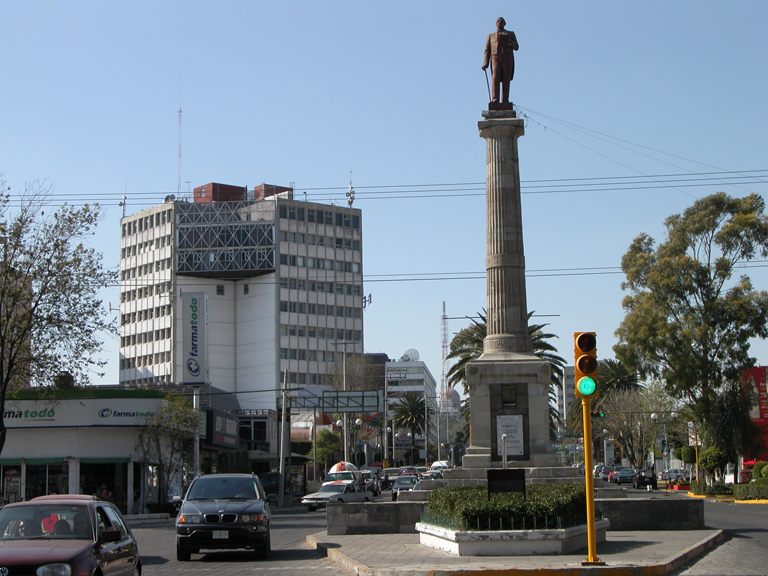
Monument a l'Avinguda Juárez

El centre històric de la ciutat mostra impressionants edificis d'arquitectura colonial espanyola, i per això ha estat declarat com a Patrimoni de la Humanitat per la UNESCO. Alguns d'aquests edificis han estat conservats de manera extraordinària; no obstant això, diversos edificis van ser danyats després del terratrèmol de 1999 i no han estat encara restaurats.
De tots els edificis colonials, el més impressionant és la Catedral, la qual presumeix de ser la més gran de Llatinoamèrica en base, l'estil de la qual és neoclàssic. La capella del Rosario ens mostra un poc del barroc mexicà, i està completament coberta d'or.

## Economia
Puebla és una puixant ciutat industrial, principalment en el sector tèxtil, així com en el de l'automòbil. A Puebla es troba la fàbrica de la Volkswagen i les oficines centrals d'aquesta empresa per a l'Amèrica del Nord. Aquesta fàbrica és l'única, dintre del consorci de la Volkswagen, que produeix el New Beetle. Moltes altres fàbriques i companyies alemanyes i franceses s'han establert a la ciutat, que produeixen principalment per a la Volkswagen o la proveeixen de logística.
Puebla va ser la seu interina durant els anys 2003-2004 de l'Àrea de Lliure Comerç de les Amèriques, o ALCA. També va sotmetre la seva candidatura per ser nomenada com la capital oficial de l'ALCA, tan bon punt aquest tractat sigui aprovat i entri en vigor.

## Educació
Amb més de 20 universitats, Puebla és la segona ciutat de Mèxic en nombre de centres d'estudis superiors. Diverses de les millors universitats del país es troben a l'àrea metropolitana de Puebla, com ho són la Benemérita Universidad Autónoma de Puebla (BUAP), la Universidad de las Américas – Puebla (UDLAP) i el Tecnológico de Monterrey (campus de Puebla) (ITESM). Tant la UDLAP com l'ITESM usualment són considerades les millors universitats del país, i ambdues pertanyen a la Southern Association of Schools and Colleges, una associació d'universitats del sud dels Estats Units.

## Esports

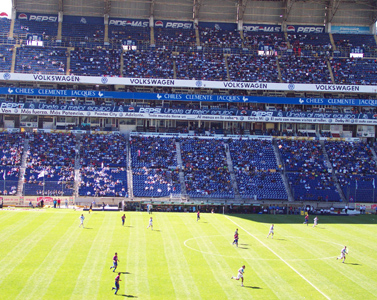
Estadi Cuauhtémoc.

Puebla compta amb un equip professional de futbol, La Franja. L'estadi Cuauhtémoc és l'estadi de futbol més gran de la ciutat, amb capacitat per a 45.000 persones. Va ser construït el 1968 com un camp alternatiu per als Jocs Olímpics d'aquest any. En aquest estadi també s'hi han jugat partits de la Copa del Món de futbol de 1970 i 1986.
Puebla també compta amb dos equips professionals de beisbol, Pericos i Tigres. El beisbol és el segon esport més practicat a Mèxic, després del futbol. Tant a Puebla com a Monterrey és on es juga el millor beisbol del país.
A través de l'àrea de Cholula, Puebla compta amb un equip professional de futbol americà, els Aztecas de la Universidad de las Américas. Els Aztecas han guanyat tres campionats des de la creació de la Conferència dels Deu Grans de l'Organització Nacional Estudiantil de Futbol Americà, ONEFA.

## Cuina

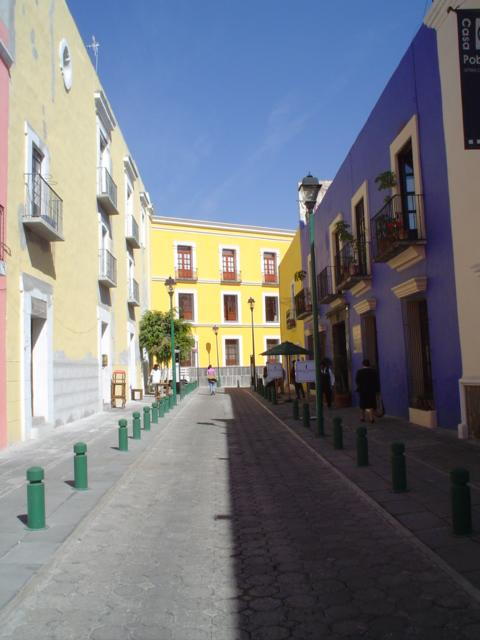
Carrer al centre de la ciutat.

La cuina poblana és famosa tant dintre com fora de Mèxic. A Puebla és on es va originar el mole, una deliciosa salsa feta amb xocolata, canyella, nous i diversos tipus de pebrots i bitxo. Se serveix amb pollastre, i és el menjar més reconegut de la ciutat. També es van originar a Puebla els chiles en nogada i les chalupas. Diversos dolços típics de la ciutat són els camotes i les galetes de Santa Clara. El rompope, una beguda alcohòlica feta amb ous, també es va originar a Puebla.

## Atraccions turístiques
Algunes atraccions turístiques són la capella del Rosario, folrada d'or; el Zócalo, o plaça central de la ciutat, i el Barrio del Artista, una zona on diversos pintors i artesans exhibeixen les seves obres. Els turistes poden prendre els turibuses, autobusos de dos pisos que ofereixen un tour pel centre històric de la ciutat.
D'igual manera, val la pena visitar el zoològic Africam Safari, un parc on els animals no estan engabiats, sinó en llibertat, i els visitants entren al seu hàbitat dins els seus cotxes, fins i tot a l'àrea dels lleons i dels tigres.
Finalment, el turista no pot anar-se'n sense visitar la ciutat de Cholula, també dintre de l'àrea metropolitana de Puebla. Aquesta ciutat és una de les més antigues d'Amèrica, i va ser la segona en importància durant l'Imperi Asteca, després de Tenochtitlan. A Cholula es pot visitar la Gran Piràmide, la més gran del món en volum.

## Escut d'armes

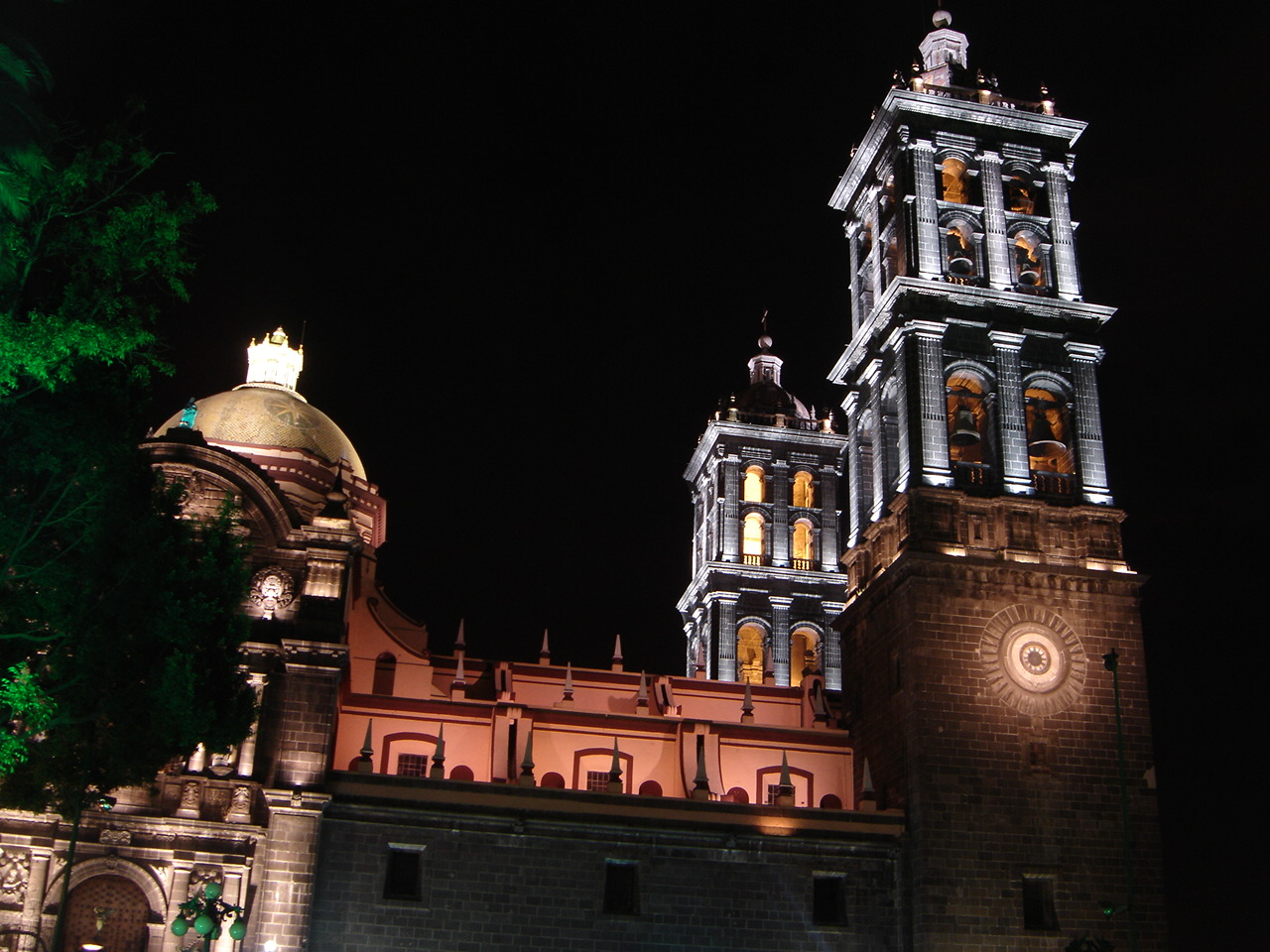
Torres de la Catedral

L'escut de la ciutat té forma circular, amb cinc torres daurades al centre, i dos àngels al damunt. Les lletres K.V. fan referència a Carles V d'Alemanya I de Castella. Al voltant es troba el Salm 90:2 en llatí: Angelis suis Deus mandavit de te ut custodiant et in omnibus viis tuis (Déu va enviar els seus àngels perquè et custodiessin en tots els teus camins). L'escut fa referència a la llegenda de la fundació de la ciutat. D'acord amb aquesta llegenda, van ser els àngels els qui van traçar la ciutat i els qui van pujar les campanes a les imponents i altíssimes torres de la catedral. Per aquest motiu el nom original, i el més conegut de la ciutat, és la Puebla de los Ángeles, la Pobla dels Àngels.

## Ciutats agermanades
- Florència, Itàlia
- Talavera de la Reina, Espanya